# Particle Data Group
O Particle Data Group (ou PDG) é uma colaboração internacional de físicos de partículas que compilam e analisam publicações científicas relacionadas ao estudo de partículas e forças fundamentais. O PDG é responsável pela publicação do periódico bianual Review of Particle Physics.

## Review of Particle Physics
O Review of Particle Physics é um volumoso periódico, com mais de 1.200 páginas, que resume as propriedades das partículas fundamentais e revê o estado atual da física de partícula, da teoria da relatividade e da cosmologia do big-bang. Atualmente é o periódico mais citado da física, tendo sido citado mais de duas mil vezes anualmente em artigos científicos.
Review of Particle Physics é dividido nas seguintes seções:
1. Tabelas de resumo da física de partículas
Breves tabelas de partículas: bóson de gauge, bóson de Higgs, léptons, quarks, mesons, bárions, condições para a busca de partículas teóricas e violações das leis da física.
2. Críticas, Tabelas e gráficos
Críticas de conceitos fundamentais matemáticos e estatísticos, tabela dos coeficientes de Clebsch–Gordan, tabela periódica dos elementos, tabela de configurações eletrônicas dos elementos, breve tabela de propriedade dos materiais, compilação do estado atual dos campos modelo padrão, cosmologia e métodos experimentais.
3. Listagem de partículas
Versão abrangente das tabelas de resumo da física de partículas, com todas medidas significantes extensivelmente referenciadas.

Uma versão condensada do periódico, com apenas as principais tabelas é disponibilizado com aproximadamente 300 páginas e formato de livro de bolso, Particle Physics Booklet.

### Edições passadas
| Year      | Title | Reference                                                                               |
| 1957–1963 | Hyperons and Heavy Mesons (Systematics and Decay)                                                                   | M. Gell-Mann & A. H. Rosenfeld, Ann. Rev. Nucl. Sci. 7, 407 (1957).                     |
|           | Data for Elementary Particle Physics                                                                                | University of California Radiation Laboratory Technical Report UCRL-8030 (unpublished). |
|           | Data on Elementary Particles and Resonant States, November 1963; Tables of Elementary Particles and Resonant States | M. Roos, Nucl. Phys. 52, 1 (1964); M. Roos, Rev. Mod. Phys. 35, 314 (1963).             |
| 1964      | Data on Elementary Particles and Resonant States                                                                    | A. H. Rosenfeld et al., Rev. Mod. Phys. 36, 977 (1964).                                 |
| 1965      | Data on Particles and Resonant States                                                                               | A. H. Rosenfeld et al., Rev. Mod. Phys. 37, 633 (1965).                                 |
| 1967      | Data on Particles and Resonant States                                                                               | A. H. Rosenfeld et al., Rev. Mod. Phys. 39, 1 (1967).                                   |
| 1968      | Data on Particles and Resonant States                                                                               | A. H. Rosenfeld et al., Rev. Mod. Phys. 40, 77 (1968).                                  |
| 1969      | Data on Particles and Resonant States                                                                               | N. Barash-Schmidt et al., Rev. Mod. Phys. 41, 109 (1969).                               |
| 1970      | Review of Particle Properties                                                                                       | A. Barbaro-Galtieri et al., Rev. Mod. Phys. 42, 87 (1970).                              |
| 1971      | Review of Particle Properties                                                                                       | A. Rittenberg et al., Rev. Mod. Phys. 43, S1 (1970).                                    |
| 1972      | Review of Particle Properties                                                                                       | A. Barbaro-Galtieri et al., Phys. Lett. B 39, 1 (1972).                                 |
| 1973      | Review of Particle Properties                                                                                       | T. A. Lasinski et al., Rev. Mod. Phys. 45, S1 (1973).                                   |
| 1974      | Review of Particle Properties                                                                                       | A. Barbaro-Galtieri et al., Phys. Lett. B 50, 1 (1974).                                 |
| 1975      | Review of Particle Properties: Supplement to 1974 edition                                                           | A. Barbaro-Galtieri et al., Rev. Mod. Phys. 47, 535 (1975).                             |
| 1976      | Review of Particle Properties                                                                                       | T. G. Trippe et al., Rev. Mod. Phys. 48, S1 (1976).                                     |
| 1977      | New Particle Searches and Discoveries: A Supplement to the 1976 Edition of "Review of Particle Properties"          | C. Bricman et al. Phys. Lett. B 68, 1 (1978).                                           |
| 1978      | Review of Particle Properties                                                                                       | C. Bricman et al. Phys. Lett. B 75, 1 (1978).                                           |
| 1980      | Review of Particle Properties                                                                                       | R. L. Kelly et al., Rev. Mod. Phys. 52, S1 (1980).                                      |
| 1982      | Review of Particle Properties                                                                                       | M. Roos et al., Phys. Lett. B 111, 1 (1982).                                            |
| 1984      | Review of Particle Properties                                                                                       | C. G. Wohl et al., Rev. Mod. Phys. 56, S1 (1986).                                       |
| 1986      | Review of Particle Properties                                                                                       | M. Aguilar-Benítez et al., Phys. Lett. B 170, 1 (1986).                                 |
| 1988      | Review of Particle Properties                                                                                       | G. P. Yost et al., Phys. Lett. B 204, 1 (1988).                                         |
| 1990      | Review of Particle Properties                                                                                       | J. J. Hernández et al., Phys. Lett. B 239, 1 (1990).                                    |
| 1992      | Review of Particle Properties                                                                                       | K. Hikasa et al., Phys. Rev. D 45, S1 (1992).                                           |
| 1994      | Review of Particle Properties                                                                                       | L. Montanet et al., Phys. Rev. D 50, 1173 (1994).                                       |
| 1996      | Review of Particle Physics                                                                                          | R. M. Barnett et al., Phys. Rev. D 54, 1 (1996).                                        |
| 1998      | Review of Particle Physics                                                                                          | C. Caso et al., Eur. Phys. J. C 3, 1 (1998).                                            |
| 2000      | Review of Particle Physics                                                                                          | D. E. Groom et al., Eur. Phys. J. C 15, 1 (2000).                                       |
| 2002      | Review of Particle Physics                                                                                          | K. Hagiwara et al., Phys. Rev. D 66, 010001 (2002).                                     |
| 2004      | Review of Particle Physics                                                                                          | S. Eidelman et al., Phys. Lett. B 591, 1 (2004).                                        |
| 2006      | Review of Particle Physics                                                                                          | W.-M. Yao et al., J. Phys. G 33, 1 (2006).                                              |
| 2008      | Review of Particle Physics                                                                                          | C. Amsler et al., Phys. Lett. B 667, 1 (2008).                                          |
| 2010      | The Review of Particle Physics                                                                                      | K. Nakamura et al. (Particle Data Group), J. Phys. G 37, 075021 (2010)                  |